# Teresa Font

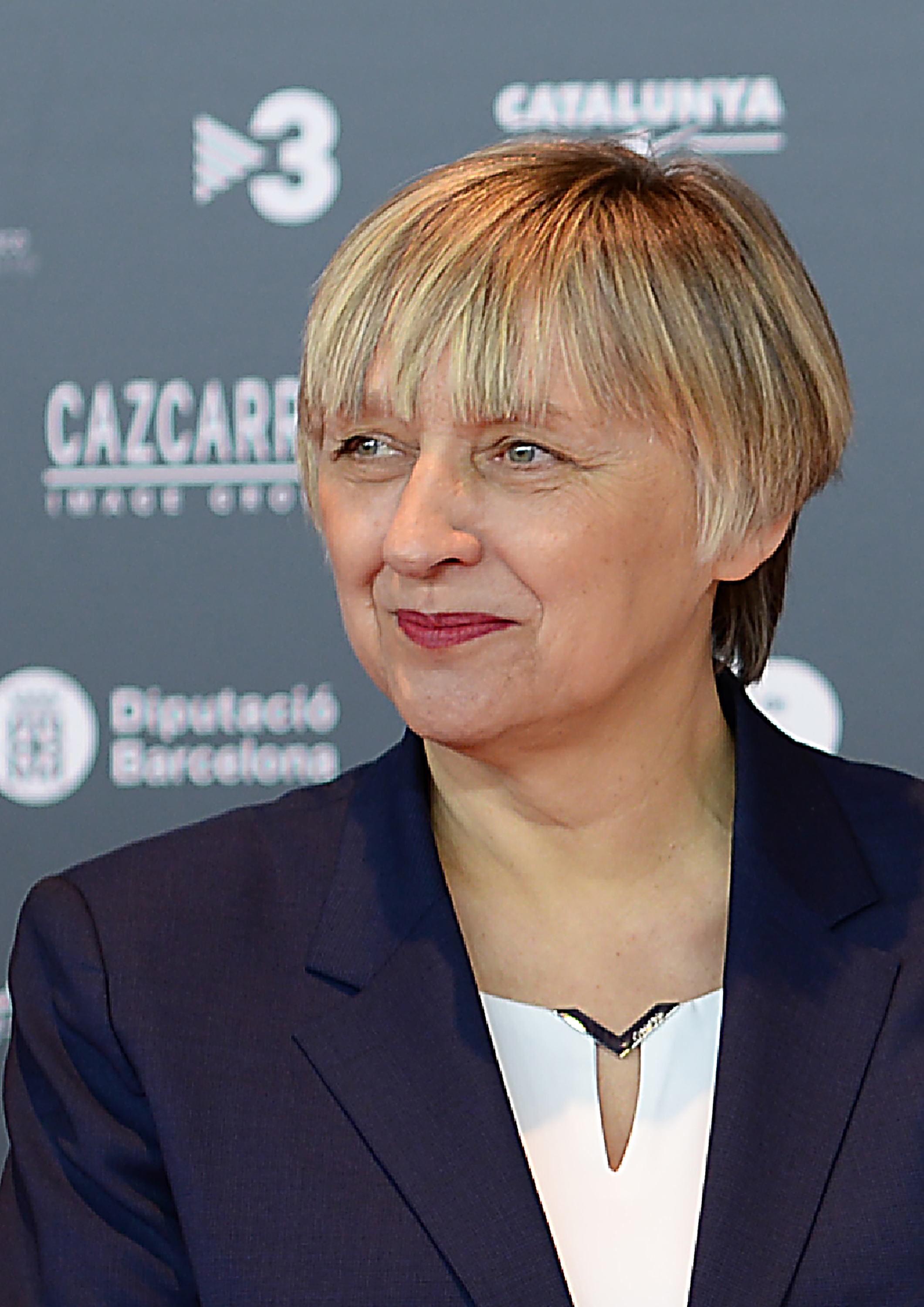
Teresa Font im Jahr 2020

Teresa Font (* 1956 in Gallifa) ist eine spanische Filmeditorin.

## Leben
Teresa Font studierte zunächst Anglistik an der Universität Barcelona. Ihr Interesse an der Filmwelt war jedoch größer und sie begann 1976 einen Einstieg als Schnitt-Assistentin. 1982 lernte sie ihren späteren Ehemann Vicente Aranda kennen und schnitt von da an alle seine Filme.
Für Deine Zeit läuft ab, Killer (1994) und Leid und Herrlichkeit (2019) wurde sie mit einem Goya für den Besten Schnitt ausgezeichnet. Für diesen Preis war sie zuvor bereits mehrfach nominiert gewesen.

## Filmografie (Auswahl)
- 1988: Berlin Blues
- 1991: Amantes
- 1992: Jamon Jamon (Jamón, jamón)
- 1993: Intruso
- 1994: Deine Zeit läuft ab, Killer (Días contados)
- 1994: Im Sog der Leidenschaft (La pasión turca)
- 1995: El día de la bestia
- 1996: Libertarias
- 1997: Perdita Durango
- 2001: Juana la Loca
- 2003: Carmen
- 2010: Mr. Nice
- 2011: Aristides de Sousa Mendes, O Cônsul de Bordéus
- 2018: The Man Who Killed Don Quixote
- 2018: El desentierro
- 2019: Leid und Herrlichkeit (Dolor y gloria)
- 2020: Funny Boy
- 2020: Tanz der Unschuldigen (Akelarre)
- 2021: Parallele Mütter (Madres paralelas)
- 2021: Die Insel der Zitronenblüten (Pan de limón con semillas de amapola)
- 2023: Strange Way of Life
- 2024: The Room Next Door
- 2024: La llegada del hijo